# Hypolycaena ramonza
Hypolycaena ramonza är en fjärilsart som beskrevs av Saalmüller 1878. Hypolycaena ramonza ingår i släktet Hypolycaena och familjen juvelvingar. Inga underarter finns listade i Catalogue of Life.